# M58 (galaxie)
Pour les articles homonymes, voir M58.
M58 (NGC 4579) est une galaxie spirale intermédiaire située dans la constellation de la Vierge. Sa vitesse par rapport au fond diffus cosmologique est de 1 843 ± 23 km/s, ce qui correspond à une distance de Hubble de 27,19 ± 1,93 Mpc (∼88,7 millions d'al). Elle a été découverte par l'astronome français Charles Messier en 1779 dans la même nuit que M88.
Plusieurs considère cependant cette galaxie comme une spirale barrée,,,,, car une barre est nettement visible sur plusieurs photographies de M58.
La classe de luminosité de M58 est II et elle présente une large raie HI. C'est aussi une galaxie LINER, c'est-à-dire une galaxie dont le noyau présente un spectre d'émission caractérisé par de larges raies d'atomes faiblement ionisés. De plus, c'est une galaxie active de type Seyfert 1.9.
La luminosité de la galaxie M58 (NGC 4579) dans l'infrarouge lointain (de 40 à 400 µm)  est égale à 5,75 × 109 {\displaystyle L_{\odot }} (109,76{\displaystyle L_{\odot }}) et sa luminosité totale dans l'infrarouge (de 8 à 1 000 µm) est de 7,41 × 109 {\displaystyle L_{\odot }} (109,87{\displaystyle L_{\odot }}).
M58 (NGC 4579) faisait partie des galaxies étudiées lors du relevé de l'hydrogène neutre de l'amas de la Vierge par le Very Large Array. Les résultats de cette étude sont sur cette page du site du VLA.

## Morphologie

### Galerie

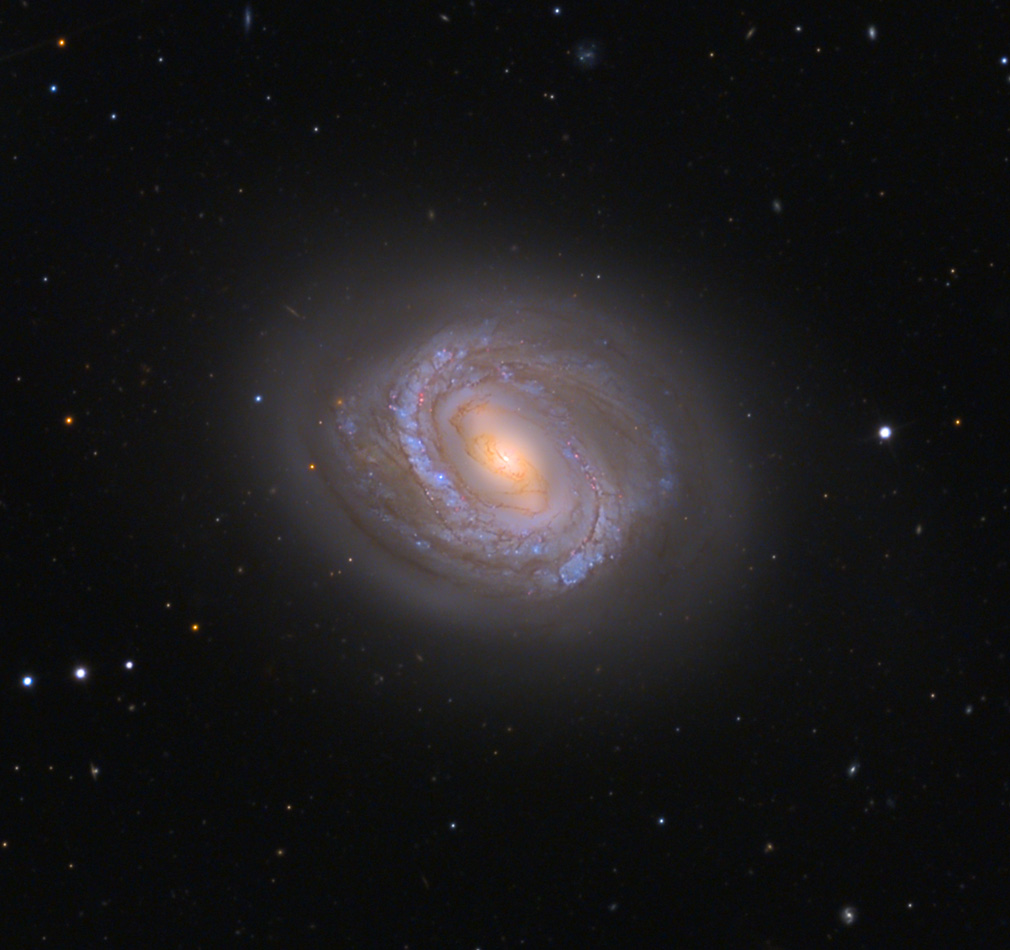
M58 en lumière visible par Adam Block (Observatoire du mont Lemmon/Université de l'Arizona).
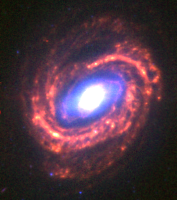
M58 en infrarouge par le télescope spatial Spitzer.
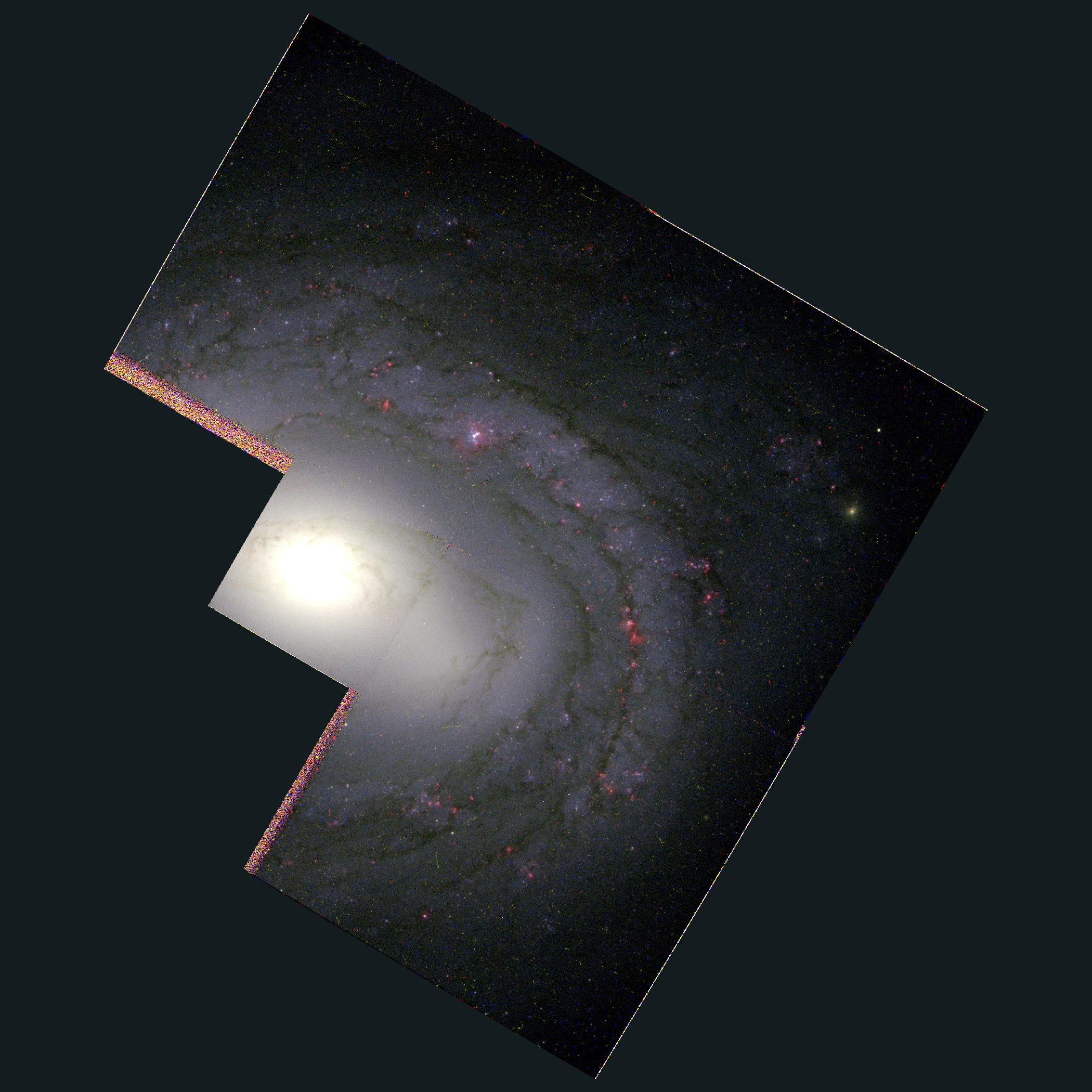
M58 par le télescope spatial Hubble.

### Classification et description
NGC 4579 a été utilisée par Gérard de Vaucouleurs comme une galaxie de type morphologique SAB(rs)ab dans son atlas des galaxies,.
Eskridge, Frogel et Pogge ont publié un article en 2002 décrivant la morphologie de 205 galaxies spirales ou lenticulaires rapprochées. Les observations ont été réalisées dans la bande H de l'infrarouge et dans la bande B (le bleu). Selon Eskridge et ses collègues, NGC 4579 est de type SB(r)ab dans la bande B et SBa dans la bande H. Le bulbe de NGC 4579 est brillant, condensé au centre et légèrement elliptique. Il est traversé par une barre proéminente dont l'angle de position présente un décalage de ~30° par rapport au nord du grand axe du bulbe. Les bras spiraux commencent aux anses brillantes situées aux extrémités de la barre. Les bras sont lisses, étroitement enveloppés, sans signe de nœuds ou de sous-structures. Le bras qui émerge de l'extrémité sud-ouest de la barre est le plus brillant et il est visible sur environ 300°. Le bras au nord-est est visible sur ~200°. La différence de morphologie entre l’optique et le proche infrarouge est due aux bras spiraux externes de formation d’étoiles très bleus.

### Un disque tronqué
M58 présente un disque tronquéet en raison de son mouvement dans le milieu intergalactique dans l'amas de la Vierge, elle subit une pression dynamique qui la dépouille de ses gaz, mais elle présente un taux de formation d'étoiles normal.

## Distance de M58
À ce jour, 23 mesures non basées sur le décalage vers le rouge (redshift) donnent une distance de 18,404 ± 3,073 Mpc (∼60 millions d'al), ce qui est nettement à l'extérieur des valeurs de la distance de Hubble.
Cette galaxie, comme plusieurs de l'amas de la Vierge, est relativement rapprochée du Groupe local et on obtient souvent une distance de Hubble très différente en raison de leur mouvement propre dans le groupe où dans l'amas dans lequel elles sont situées. La distance de 18,4 Mpc est sans aucun doute plus près de la réalité. Selon ces deux mesures, M 58 se dirige vers le centre de l'amas en direction opposée à la Voie lactée. Notons que c'est avec la valeur moyenne des mesures indépendantes, lorsqu'elles existent, que la base de données NASA/IPAC calcule le diamètre d'une galaxie.

## Observation de M58

### Les premières observations
Certaines sources indiquent que Charles Messier a découvert M58 et deux autres galaxies elliptiques de l'amas de la Vierge, soit M59 et M60, dans la nuit du 15 avril. Il a bel et bien observé ces deux galaxies, mais elles avaient été découvertes quatre jours plus tôt par Johann Gottfried Koehler. Messier a été indiqué M58 sur la carte de la comète de C/1779 A1 (Bode),. Messier a décrit M58 comme une très pâle nébuleuse situé presque sur le même parallèle que l'étoile Epsilon Virginis que la lumière très faible utilisée pour illuminer le réticule de son télescope faisait disparaitre. John Herschel a observé M58 le 9 mai 1825,et ses notes contredisent un peu celles de Messier, car il écrit que c'est une galaxie très brillante spécialement en son centre, observation également partagée par John Dreyer.

### Observation dans un télescope amateur
Dans un petit instrument elle ressemble aux galaxies elliptiques de l'amas de la Vierge, laissant voir seulement son noyau brillant. Si les conditions sont bonnes, un instrument de 10 cm (ou plus) permet de distinguer un halo d'inégale brillance, avec des condensations qui semblent coïncider avec les régions lumineuses des bras spiraux. À partir de 20 cm un télescope peut laisser deviner la barre de M58 comme une « extension du noyau central dans la direction EW » (Kenneth Glyn Jones, Messier's Nebulae and Star Clusters (Practical Astronomy Handbooks)).

## Un disque entourant le noyau
Grâce aux observations du télescope spatial Hubble, on a détecté un disque de formation d'étoiles autour du noyau de NGC 4579. La taille de son demi-grand axe est égale à 170 pc (~555 al).

## Trou noir supermassif
Selon une étude publiée en 2009 et basée sur la vitesse interne de la galaxie mesurée par le télescope spatial Hubble, la masse du trou noir supermassif au centre de M58 serait comprise entre 43 millions et 230 millions de {\displaystyle M_{\odot }}.
Selon les auteurs d'un article publié en 2012, la connaissance de la masse d'un trou noir central et du taux d'accrétion par celui-ci permet d'estimer le taux de formation d'étoiles dans la région centrale des galaxies de type Seyfert. Ce taux pour NGC 4579 serait à l'intérieur et à l'extérieur d'un rayon de 1 kpc respectivement de 0,047 {\displaystyle M_{\odot }}/an  et de 0,47 {\displaystyle M_{\odot }}/an
.

## Supernovas
Deux supernovas ont été découvertes dans M58 : SN 1988A et SN 1989M.

### SN 1988A
Cette supernova a été découverte le 18 janvier par l’astronome amateur japonais Kaoru Ikeya et indépendamment par l'astronome amateur australien Robert Evans. Cette supernova était de type II.

### SN 1989M
Cette supernova a été découverte le 28 juin par G. N. Kimeridze,. Cette supernova était de type Ia.

## Groupe de M87, de M60 et l'amas de la Vierge
Selon A.M. Garcia, M58 (NGC 4579) est membre du groupe de M87 (NGC 4486). Ce groupe de galaxies comprend au moins 96 membres, dont 53 apparaissent au New General Catalogue et 17 à l'Index Catalogue.
D'autre part, la plupart des galaxies du New General Catalogue, dont M58, et seulement quatre de l'Index Catalogue du groupe de M87 apparaissent dans une liste de 227 galaxies d'un article publié par Abraham Mahtessian en 1998. Cette liste comporte plus de 200 galaxies du New General Catalogue et une quinzaine de galaxies de l'Index Catalogue. On retrouve dans cette liste 11 galaxies du Catalogue de Messier, soit M49, M58, M60, M61, M84, M85, M87, M88, M91, M99 et M100.
Toutes les galaxies de la liste de Mahtessian ne constituent pas réellement un groupe de galaxies. Ce sont plutôt plusieurs groupes de galaxies qui font tous partie d'un amas galactique, l'amas de la Vierge. Pour éviter la confusion avec l'amas de la Vierge, on peut donner le nom de groupe de M60 à cet ensemble de galaxies, car c'est l'une des plus brillantes de la liste. L'amas de la Vierge est en effet beaucoup plus vaste et compterait environ 1 300 galaxies, et possiblement plus de 2 000, situées au cœur du superamas de la Vierge, dont fait partie le Groupe local,.
De nombreuses galaxies de la liste de Mahtessian se retrouvent dans onze groupes décrits dans l'article d'A.M. Garcia, soit le groupe de NGC 4123 (7 galaxies), le groupe de NGC 4261 (13 galaxies), le groupe de NGC 4235 (29 galaxies), le groupe de M88 (13 galaxies, M88 = NGC 4501), le groupe de NGC 4461 (9 galaxies), le groupe de M61 (32 galaxies, M61 = NGC 4303), le groupe de NGC 4442 (13 galaxies), le groupe de M87 (96 galaxies, M87 = NGC 4486), le groupe de M49 (127 galaxies, M49 = NGC 4472), le groupe de NGC 4535 (14 galaxies) et le groupe de NGC 4753 (15 galaxies). Ces onze groupes font partie de l'amas de la Vierge et ils renferment 396 galaxies. Certaines galaxies de la liste de Mahtessian ne figurent cependant dans aucun des groupes de Garcia et vice versa.